# Welsberg-Taisten
Welsberg-Taisten (italià Monguelfo-Tesido) és un municipi italià, dins de la província autònoma de Tirol del Sud. És un dels municipis del vall de Pustertal. L'any 2007 tenia 2.659 habitants. És format per les fraccions de Ried (Novale), Wiesen (Prati), Unterrain (Riva di Sotto), Taisten (Tesido). Limita amb els municipis de Prags, Rasen-Antholz, Olang, Gsies, i Niederdorf.

## Situació lingüística
| Pertinença lingüística (cens 2001) | 95,94% alemany |
| Pertinença lingüística (cens 2001) | 3,81% italià   |
| Pertinença lingüística (cens 2001) | 0,25% ladí     |

## Administració
| Període | Identitat            | Partit |
| ------- | -------------------- | ------ |
| 2004-   | Friedrich Mittermair | SVP    |

## Galeria d'imatges

Territori comunal

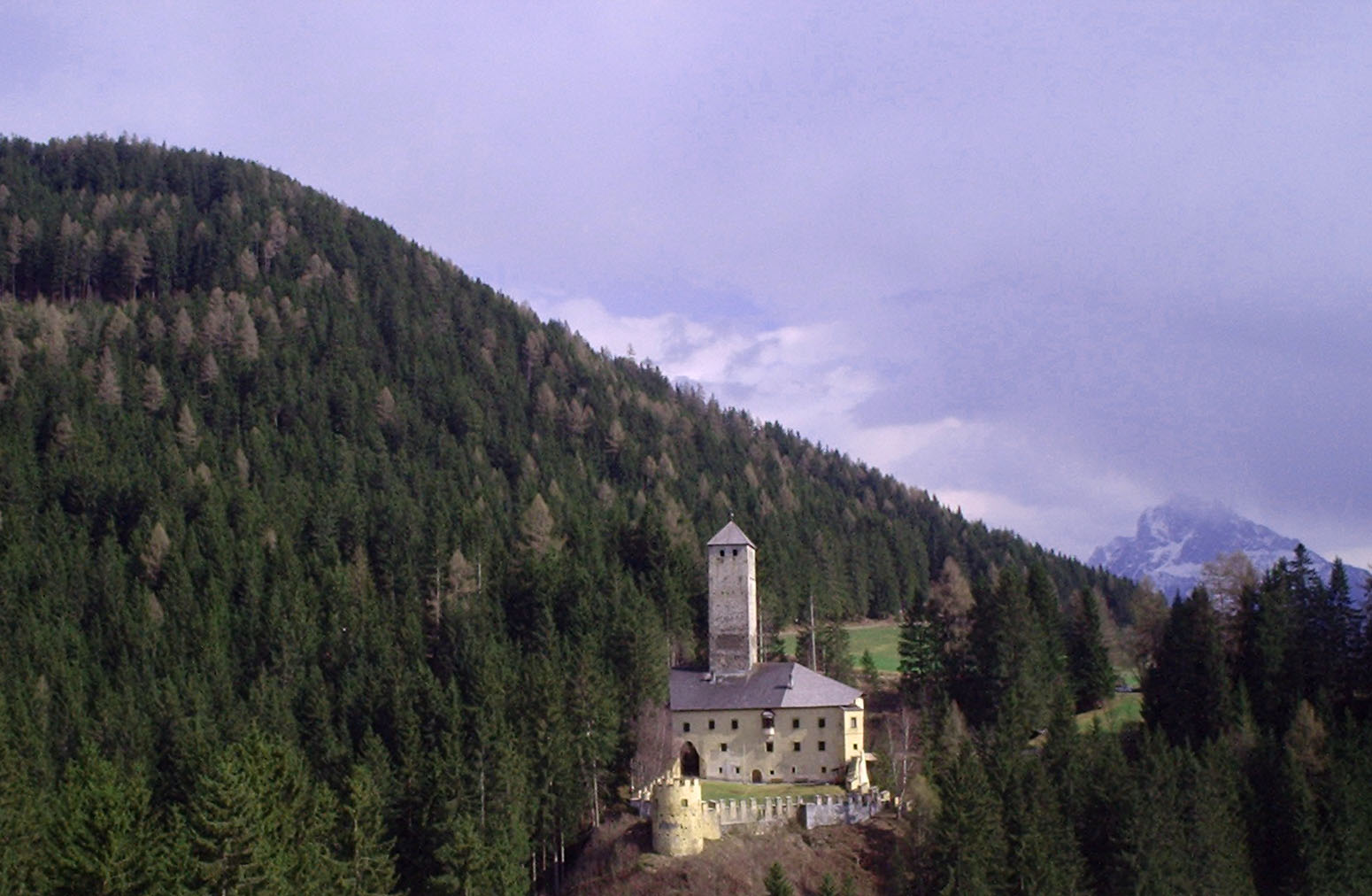
Castell de Welsperg
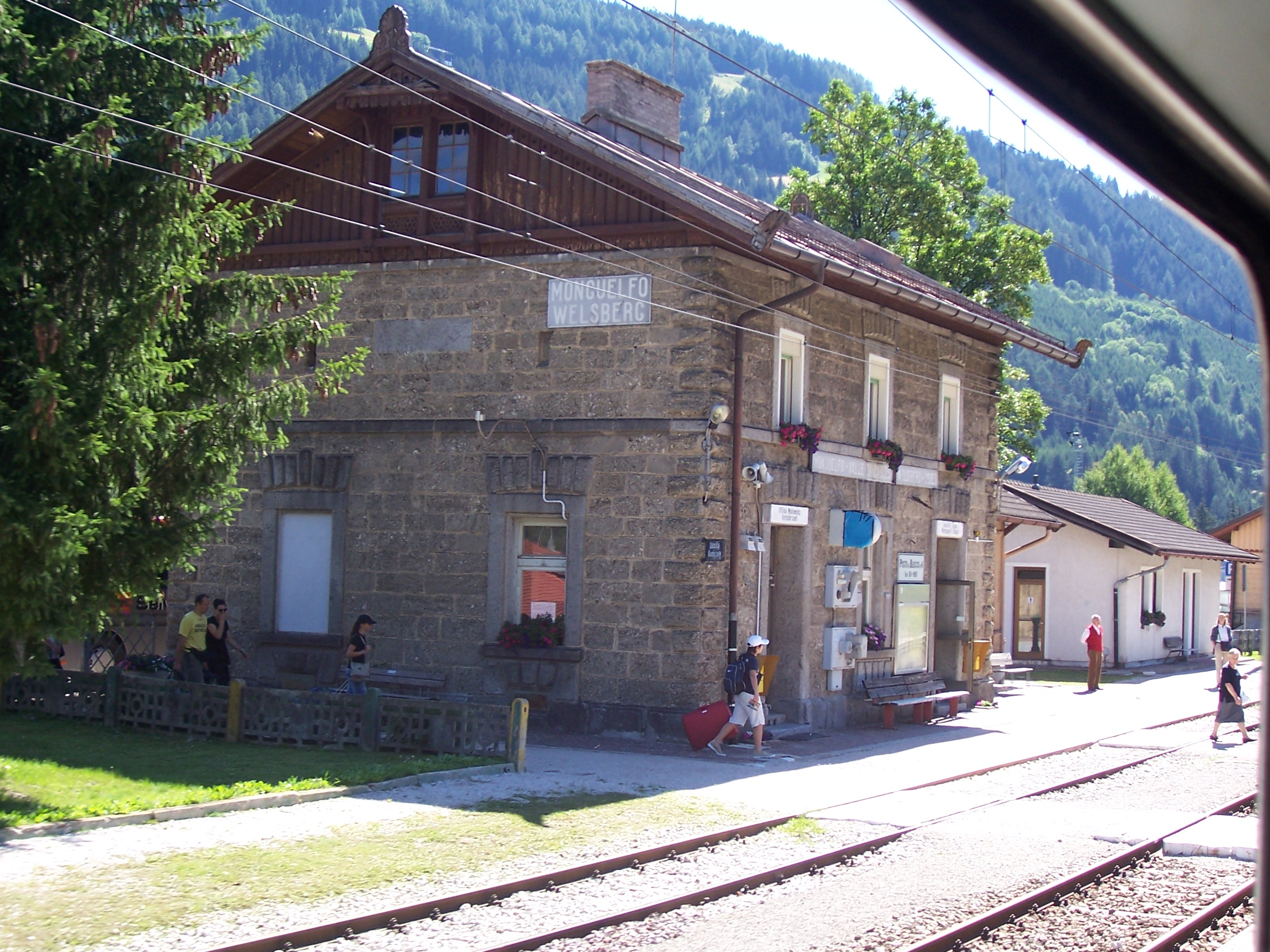
L'estació de tren
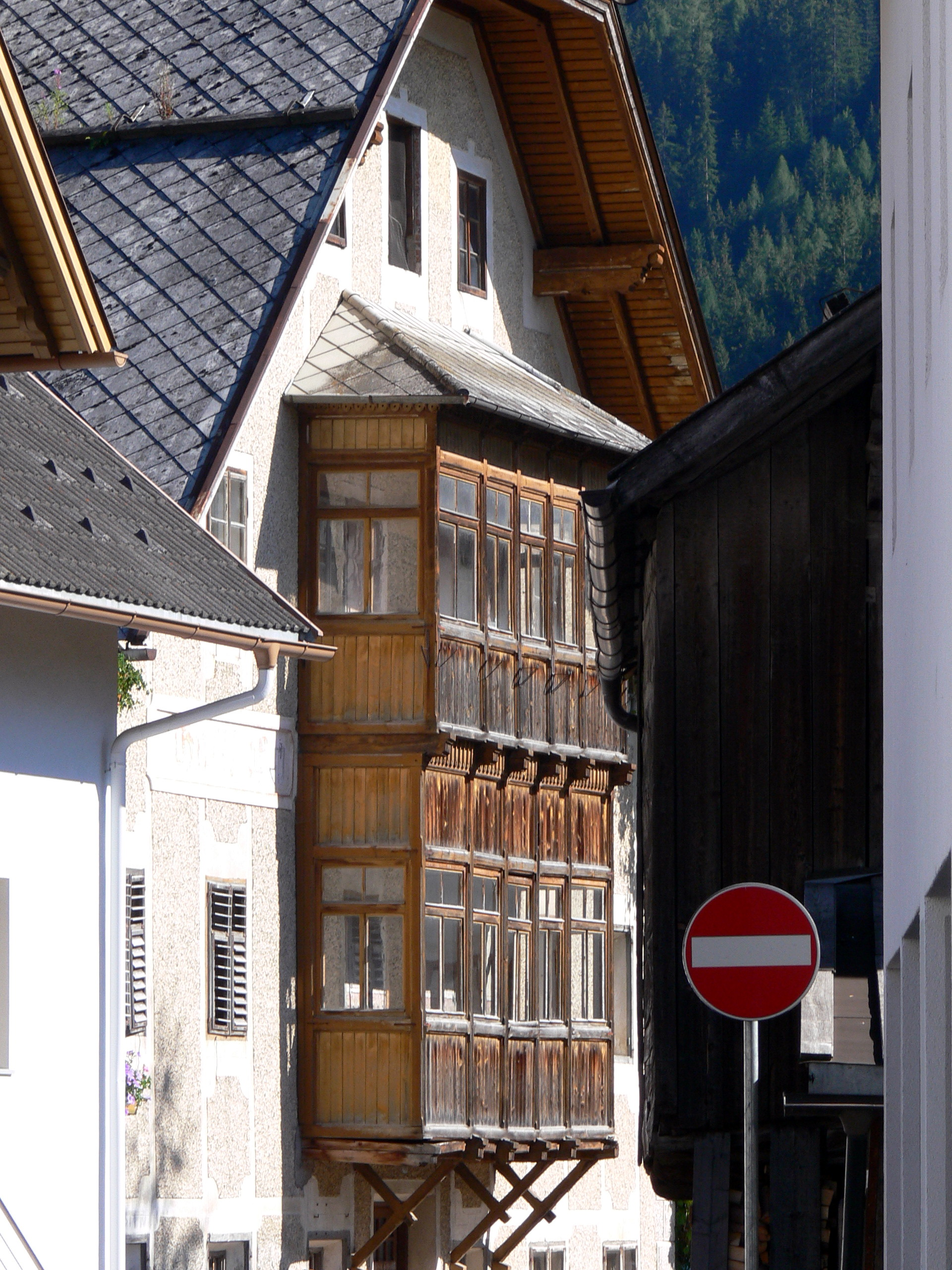
Casa del centre del municipi
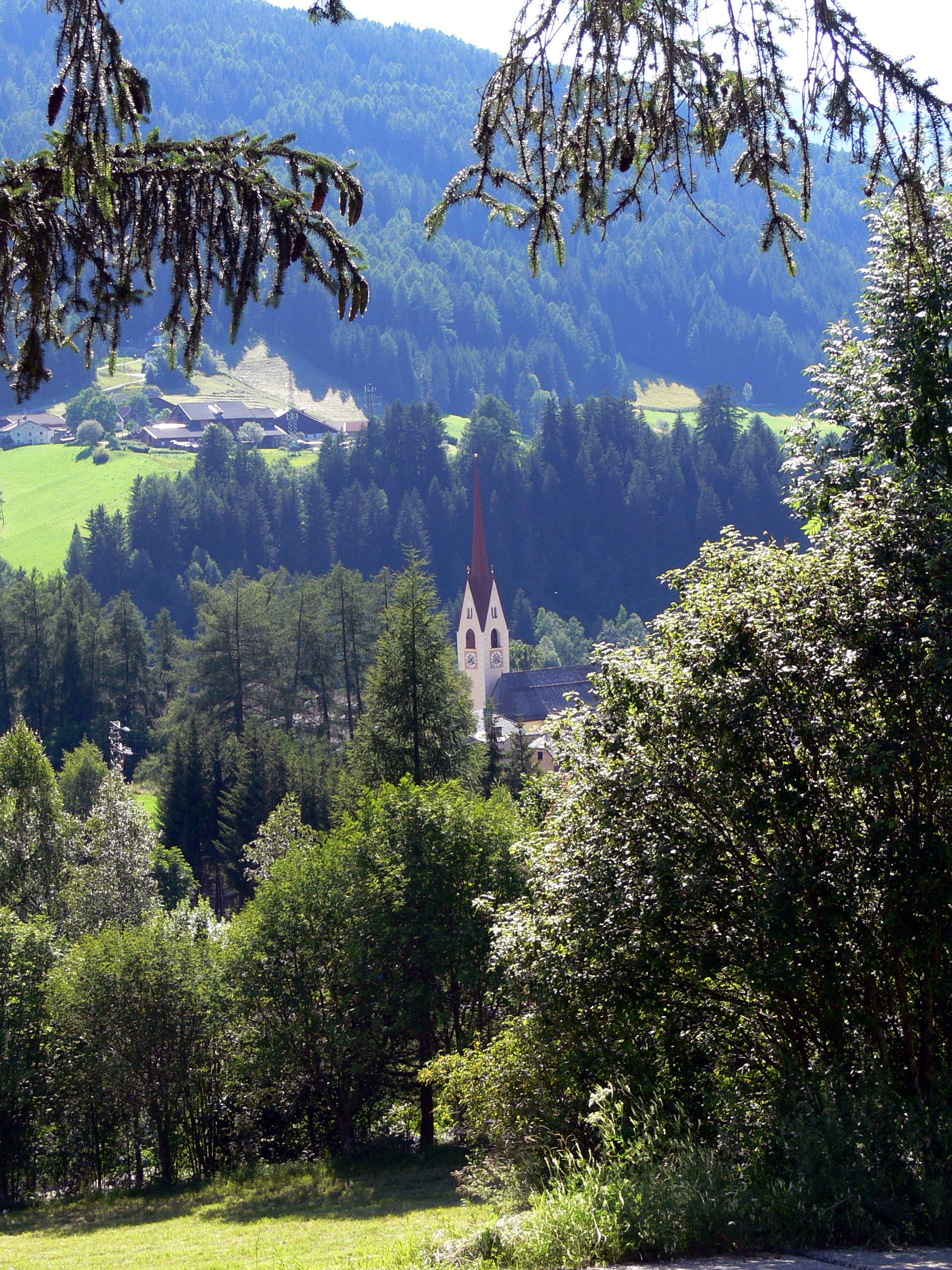
Església parroquial
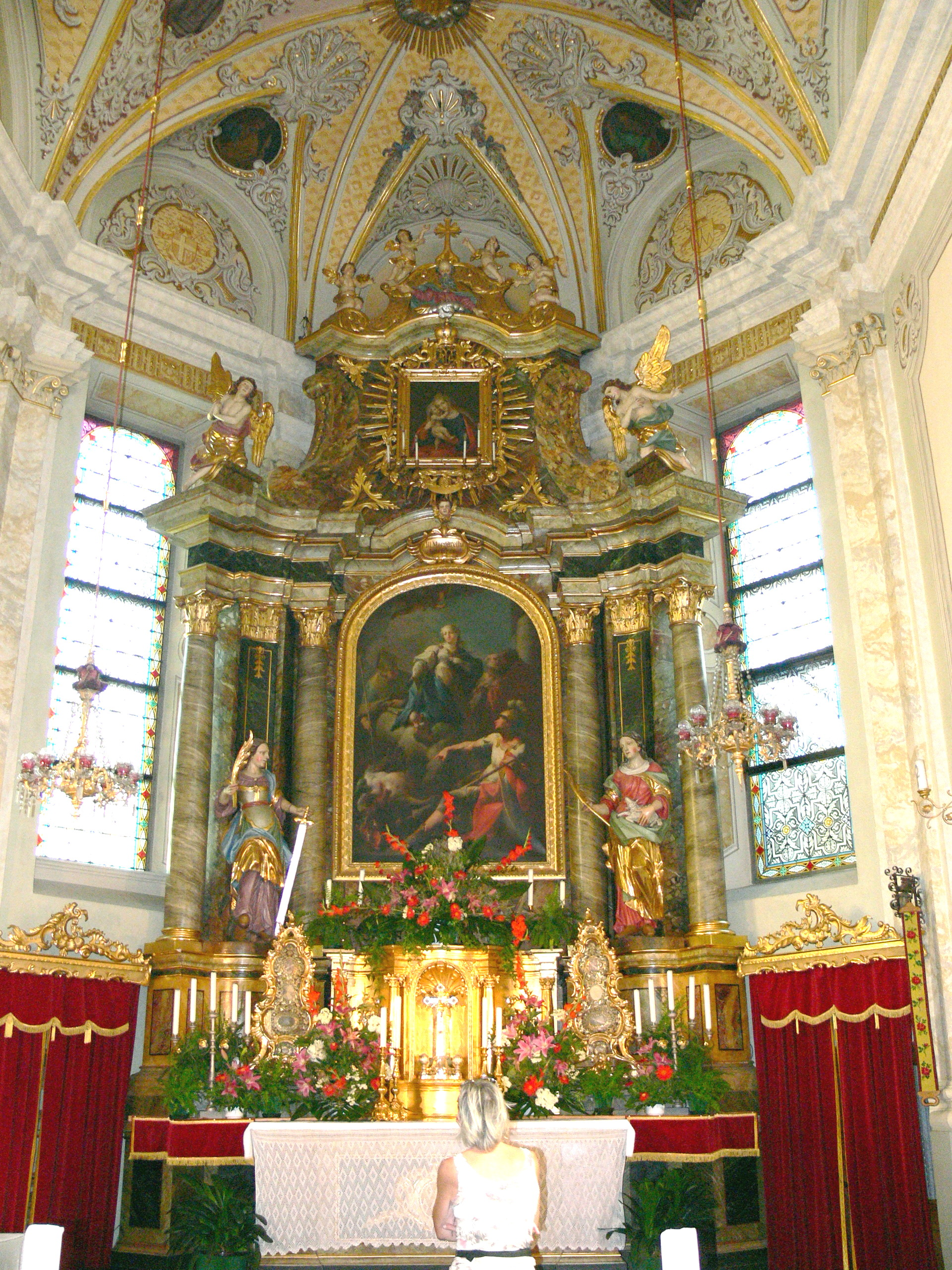
Interior de l'església
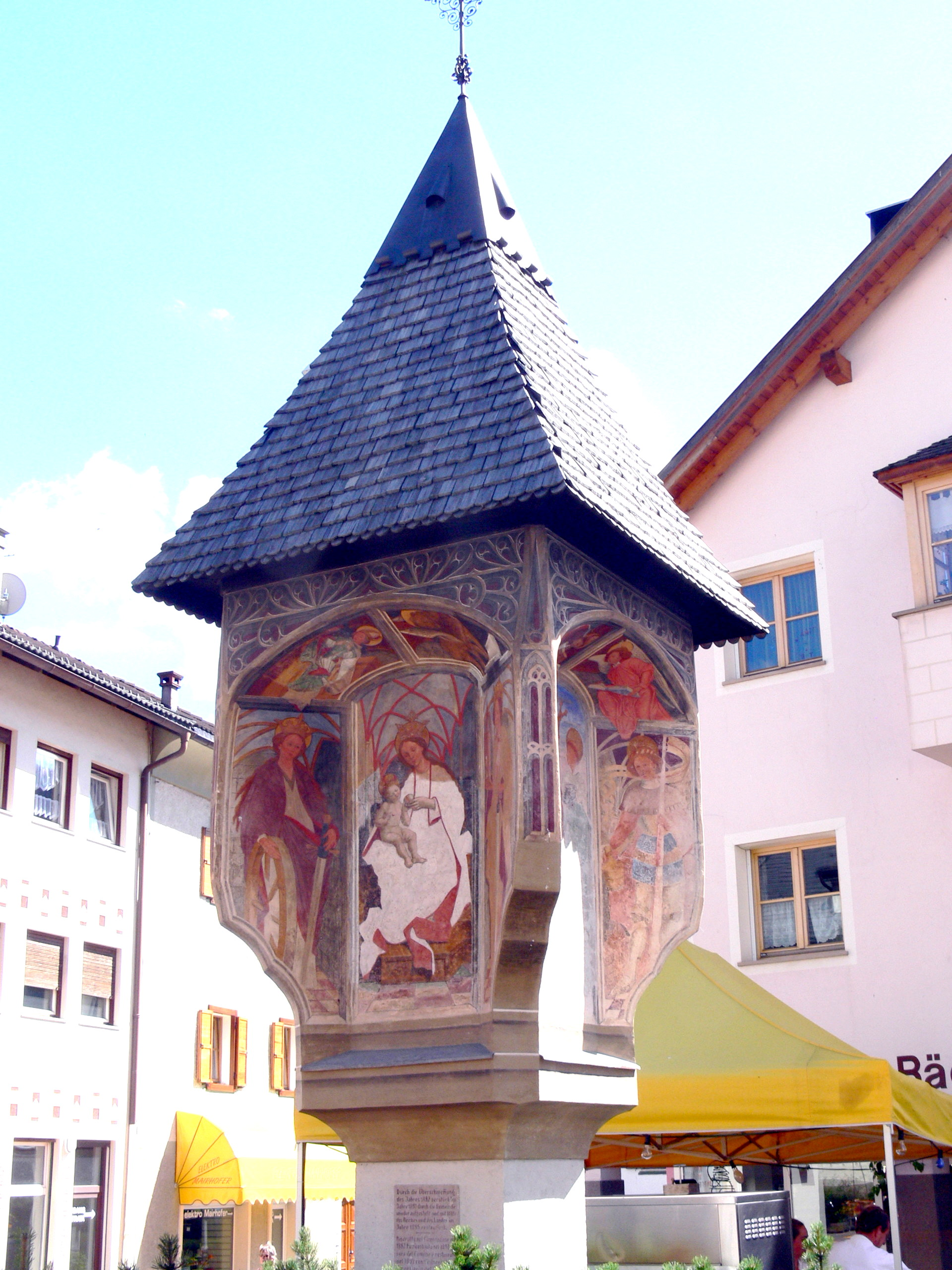
Antic capitell votiu